# Vaccinium stenolobum
Vaccinium stenolobum är en ljungväxtart som beskrevs av Schlechter. Vaccinium stenolobum ingår i Blåbärssläktet, och familjen ljungväxter. Inga underarter finns listade i Catalogue of Life.